# Бутано-японські відносини
Бутано-японські відносини - двосторонні дипломатичні відносини між Бутаном і Японією, які були встановлені 28 березня 1986.

## Дипломатичні представництва
Інтереси Японії в Бутані представлені через посольство в Нью-Делі, Індія. До квітня 2014 Японія планувала відкрити посольство в Тхімпху. Однією з причин можливого відкриття посольства Японії в Бутані є створення противаги впливу Китаю в регіоні, але брак фінансування може перешкодити реалізації цих планів. Станом на 2017 Японія, як і раніше, реалізує свої інтереси в Бутані через посла в Індії.

## Візити на високому рівні

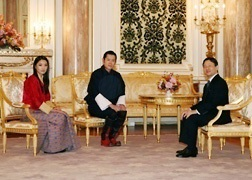
Король Бутану (в центрі), королева Бутану (ліворуч) та наслідний принц Японії Нарухіто в Імператорському палаці Токіо, 16 листопада 2011.

З 15 по 20 листопада 2011 король Бутану Джігме Кхесар Намгьял Вангчук та королева Джецун Пема Вангчук перебували з державним візитом у Японії.
У березні 1987 відбувся перший візит японської імператорської сім'ї до Бутану в особі кронпринца Нарухіто, другий візит відбувся у березні 1997 принц Акісіно та принцеса Кіко, а третій візит відбувся в 2017, коли до Бутану прибула принцеса Мако.

## Допомога при лихах
Японія надала допомогу Бутану у ліквідації наслідків повеней. Директор департаменту гідрометеорологічних служб у міністерстві економіки Бутану Карма Церінг заявив, що Бутан отримує допомогу від агентства міжнародного співробітництва Японії щодо розробки більш дешевої та ефективної системи раннього попередження повеней для мінімізації втрат та збитків. Уряд Японії також проводить геологічні дослідження у Гімалаях. Японське агентство планувало завершити свою роботу в Бутані до 2016.

## Туризм
Японія стає найпопулярнішим напрямком відпочинку для бутанських туристів. На початку 2012 відповідальний представник ЗМІ Ради з туризму Бутану Пхунцо Г'ялцен зазначив, що кількість японських туристів, які відвідали країну, значно зросла, і Японія близька до того, щоб стати першим постачальником туристів для туристичної галузі Бутану. Він також зазначив, що різке збільшення числа японських туристів до Бутану сталося після того, як король Джигме Кхесар Намгьял Вангчук і королева Джецун Пема Вангчук здійснили офіційний візит до Японії.
У 2011 7000 японців відвідали Бутан, що зробило Японію другим за величиною постачальником туристів у Бутан.